# Samsung Omnia II i8000
Samsung I8000（omnia II）是韓國三星電子開發的微軟行動作業系統手機。前作為Samsung Omnia。並分為Anycall(香港版)與Samsung Omnia 版本，
特色為採用AMOLED 不失真顯示螢幕及電阻式設計，可搭配觸控筆使用。相機採用500萬畫素，配置30萬前置鏡頭。

## 媒體規格
- 影片:MP4，RM，WMV
- 音樂:AAC，MP3，WMA